# Dry County
«Dry County» (en español: «Condado seco») es una canción del grupo estadounidense de rock Bon Jovi, publicada en el álbum de estudio Keep the Faith. Fue escrita por Jon Bon Jovi, vocalista del grupo. «Dry County» es la canción más larga de la banda, con una duración de 9 minutos y 52 segundos. Una versión acortada de 6 minutos alcanzó el puesto número 9 en las listas de éxitos del Reino Unido y el n.º 1 en Latinoamérica.

## Interpretación
Esta canción trata sobre la decadencia o declive del negocio del petróleo en Estados Unidos y sus efectos. En los directos, antes del segundo "solo" de guitarra, Jon suele hacer un monólogo sobre las luchas de la vida.

## Estructura
"Dry County" es una canción melódica (a modo de balada) que posee bastantes subidas, puntos culminantes y solos instrumentales, siguiendo la línea marcada por otras canciones épicas de longitud similar, tales como Free Bird (Lynyrd Skynyrd), Child in Time (Deep Purple), Stairway to Heaven (Led Zeppelin), One (Metallica) y Jungleland (Bruce Springsteen).
A pesar de ser una de las canciones favoritas de los fanes, sólo solían tocarla en las giras de Keep The Faith y These Days. De hecho, el 13 de mayo de 2006, cuando Bon Jovi la tocó en el primer concierto de la gira Have A Nice Day, hacía diez años que no la interpretaban en directo. Es habitual que los fanes de la banda exhiban pancartas pidiendo que toquen esta canción.

## Integrantes
- Jon Bon Jovi - Voz y guitarra rítmica.
- Richie Sambora - Guitarra solista y coros.
- David Bryan - Teclados y coros.
- Tico Torres - Batería.
- Alec John Such - Bajo y coros.

- Datos: Q2601721